# Андре Овенс
Андре Овенс (енгл. Andre Owens; Индијанаполис, 31. октобар 1980) је амерички кошаркаш. Игра на позицији бека.

## Каријера
Играо је једну годину на универзитету Индијана да би се потом пребацио на универзитет Хјустон где је био од 2001. до 2005.
Није изабран на НБА драфту 2005. али је успео да потпише уговор са Јута џезом. Са њима је током сезоне 2005/06. одиграо само 23 утакмице уз просечно 3 поена по мечу. Сезону 2006/07. је провео у развојној лиги у дресу Анахејм арсенала. За сезону 2007/08. поново се нашао у НБА лиги у дресу Индијана пејсерса, међутим ни ту није успео да се избори за већу минутажу. Одиграо је 31 утакмицу уз просечно 4 поена по мечу.
Након неуспеха у САД долази у Европу и потписује уговор са Црвеном звездом. Са црвено-белима проводи једну сезону у којој није освојио ниједан трофеј али је пружао солидне партије. За сезону 2009/10. се сели у Турк Телеком, али се ту задржава до јануара 2010. када одлази у Локомотиву Кубањ где остаје до краја сезоне.
Сезону 2010/11. је провео играјући за чак три тима. Сезону је почео у екипи Манресе одакле одлази у Гранаду да би сезону завршио у украјинском Доњецку. Сезону 2011/12. проводи у бугарском Лукојл академику а сезону 2012/13. у кипарском Керавносу. У децембру 2014. потписао је за Либоло. Дана 27. фебруара 2015. прикључио се екипи Цептера из Беча.